# Thomas Wriothesley (4e graaf van Southampton)
Thomas Wriothesley (10 maart 1607-16 mei 1667) was de vierde graaf van Southampton en de tweede graaf van Chichester. Hij was een hevig voorstander van Karel II van Engeland wat hem de positie van Lord High Treasurer opleverde na de Engelse restauratie. 
Na het overlijden van zijn vader, Henry, was hij de enige nog levende zoon. Dit leidde ertoe dat hij reeds op 17-jarige leeftijd de positie van graaf van Southampton toegekend kreeg. Wriothesley zelf huwde drie keer en kreeg daaruit drie dochters. Zijn eerste huwelijk was met de Franse Rachel de Massue. De twee dochters uit dit huwelijk, Elizabeth (echtgenote van Edward Noel (Graaf van Gainsborough)) en Rachel (echtgenote van William Russell), erfden alle eigendom van hun vader na diens dood.
Zijn tweede huwelijk was met Elizabeth Leigh, dochter van Francis Leigh, wat hem na de dood van haar vader de titel "graaf van Chichester" opleverde. Zijn dochter uit dit huwelijk, wederom Elizabeth genaamd, huwde in eerste instantie Joceline Percy (11e graaf van Northumberland) maar na diens dood hertrouwde ze met Ralph Montagu (1e hertog van Montagu).
Zijn derde huwelijk was met Frances Seymour, dochter van William Seymour. Uit dit huwelijk geen kinderen.
Zowel de titel van graaf van Southampton als de titel graaf van Chichester werden na de dood van Wriothesley opgeheven. 